# Distichodus teugelsi
Distichodus teugelsi és una espècie de peix de la família dels citarínids i de l'ordre dels caraciformes.

## Morfologia
- Els mascles poden assolir 5,4 cm de longitud total.[4]

## Hàbitat
És un peix d'aigua dolça i de clima tropical.

## Distribució geogràfica
Es troba a Àfrica: conca del riu Congo.